# 玛米亚

瑪米亞645相機結構分解示意圖

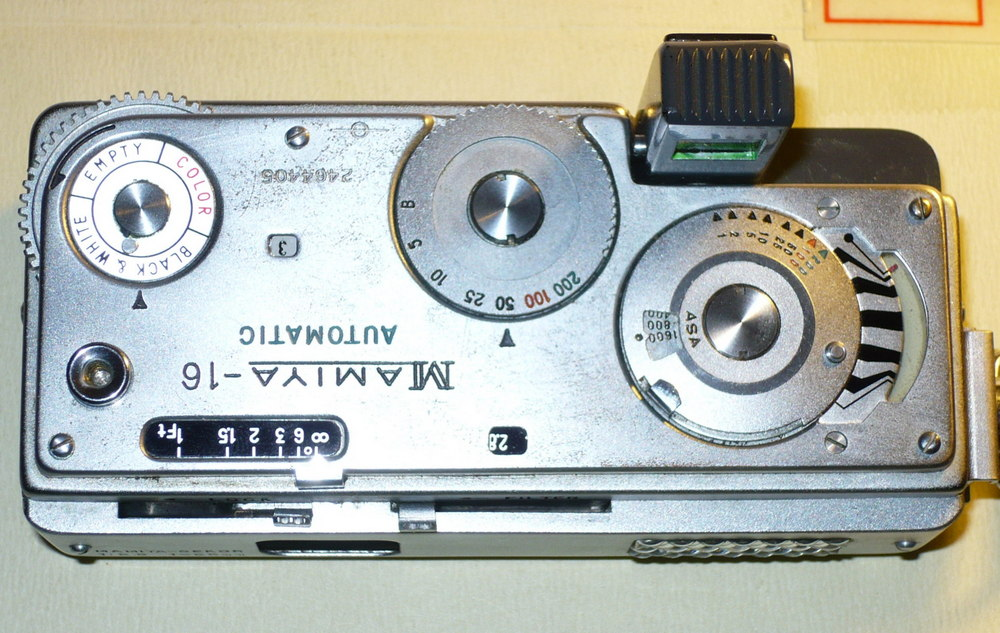
Mamiya 16 automatic

玛米亚（マミヤ；Mamiya，或又譯為間宮）是一日本照相機品牌，由間宮數位影像（マミヤ・デジタル・イメージング；Mamiya Digital Imaging）所擁有。間宮數位影像是一家設址於日本東京都台東區上野的中片幅照相機專業廠商，創立於2006年（平成18年），但其品牌淵源最早可回溯至1940年（昭和15年）時，發明家、相机设计师間宮精一在菅原恒二郎的贊助下所創立的「間宮光機製作所」（マミヤ光機製作所）。在2006年之前，Mamiya這品牌原本是由間宮-奧林匹克（マミヤ・オーピー株式会社；MAMIYA-OP Co., Ltd.，是由間宮光機與奧林匹克釣具所合併而成）所擁有，但由於不堪長期的虧損，該公司在2006年時將旗下所屬的光學儀器部門出售給凱思科學系統（株式会社 コスモ・サイエンティフィック・システム；Cosmos Scientific Systems, Inc.）特別針對收購案而新成立的子公司「凱思數位影像」（コスモデジタルイメージング），並在之後改名為「間宮數位影像」繼續營運。
Mamiya的第一台相机是具有后对焦功能的Mamiya 6。該公司对于中片幅120數位機背（Digital backs）和自动对焦系統的开发有不小的貢獻。2005年，Mamiya推出全球第一款可换镜头式中片幅DSLR相机Mamiya ZD。而與Mamiya ZD一同上市的，還有2200万象素的数码后背“Mamiya ZD Back”。
2015年12月1日丹麥數位中片幅公司 Phase One 正式全面收購 Mamiya 所有股份。Phase One在2009年已擁有了Mamiya的45%股權，在檢視及推進當時相機與鏡頭的設計、製造等程序後，於2015年12月1日全面收購所有股權。Phase One也將成為目前唯一一間，可以完全自己掌握所有關鍵組件的中片幅相機公司，
1949-1959年，玛米亚还出产多款玛米亚16微型相机